# Csurgónagymarton
Csurgónagymarton é um município da Hungria, situado no condado de Somogy. Tem 14,82 km² de área e sua população em 2019 foi estimada em 154 habitantes.